# 미만성 거대 B세포 림프종
미만성 거대 B세포 림프종(Diffuse large B-cell lymphoma, DLBCL)은 항체 생성을 담당하는 림프구의 일종인 B세포의 암이다. 미국과 영국에서 연간 100,000명당 7-8건의 발생률을 보이는 성인에서 가장 흔한 비호지킨 림프종의 형태이다. 이 암은 주로 노년층에서 발생하며 평균 진단 연령은 ~70세이지만 젊은 성인과 드물게는 어린이에서도 발생할 수 있다. 이 질환은 신체의 거의 모든 부분에서 발생할 수 있으며 다양한 요인에 따라 종종 매우 공격적인 악성 종양이다. 이 질병의 첫 번째 징후는 일반적으로 전신 B증상(예: 발열, 체중 감소, 야간 발한)이 있다.
미만성 거대 B세포 림프종의 병인은 잘 알려져 있지 않다. 일반적으로 미만성 거대 B세포 림프종은 정상 B세포에서 발생하지만 다른 유형의 림프종(특히 변연부 림프종)의 악성 변형 또는 드물게 리히터 변형이라고 하는 만성 림프구성 백혈병을 나타낼 수도 있다. 근본적인 면역 결핍은 질병 발병의 중요한 위험 요소이다. 엡스타인-바 바이러스(EBV), 카포시 육종 관련 헤르페스바이러스, 인간 면역결핍 바이러스(즉, HIV) 및 헬리코박터 파일로리 박테리아에 의한 감염은 또한 미만성 거대 B세포 림프종의 특정 아형 발병과 관련이 있다. 그러나 이 질병의 대부분의 경우는 특정 B세포 유형에서 발생하고 점진적으로 악성 행동을 촉진하는 유전자 돌연변이 및 유전자 발현의 변화의 증가하는 설명할 수 없는 단계적 획득과 관련이 있다.
미만성 거대 B세포 림프종의 진단은 생검을 통해 종양의 일부를 제거한 다음 현미경을 사용하여 이 조직을 검사하여 이루어진다. 보통 혈액병리학자가 이 진단을 내린다. 미만성 거대 B세포 림프종의 수많은 하위 유형은 임상 양상, 생검 소견, 공격적 특징, 예후 및 권장 치료가 다른 것으로 확인되었다. 그러나 대부분의 미만성 거대 B세포 림프종 아형에 대한 일반적인 치료법은 질병의 암성 B 세포를 표적으로 하는 단일클론 항체 약물(일반적으로 리툭시맙)과 결합된 화학요법이다. 이러한 치료를 통해 전체 DLBCL 환자의 절반 이상이 완치될 수 있다. 노인의 전체 치료율은 이보다 낮지만 5년 생존율은 약 58%였다.